# 王森 (外交官)
王森（1907年—2008年），山西临县人，中华人民共和国外交官、政治人物。

## 生平
1961年，接替郑为之，担任中华人民共和国驻丹麦大使。1963年，由柯柏年接任。
1979年任国务院参事。